# Arcagato di Libia
Arcagato di Libia (in greco antico: Άρχάγαθος?, Archàgathos; 301/298 a.C. – prima metà del III secolo a.C.) è stato un principe siceliota di Siracusa, nonché un ufficiale tolemaico.

## Biografia

### Genealogia
Arcagato fu un principe siceliota ed il suo nome era a quel tempo un nome comune in Sicilia. Era figlio di Agatocle e della moglie Teossena, ed aveva una sorella anch'essa di nome Teossena.
Il padre Agatocle era un Tiranno di Siracusa, e in seguito divenne Re di Sicilia. Arcagato ebbe due fratellastri paterni postumi, Arcagato e Agatocle, una sorellastra paterna di nome Lanassa che fu la seconda moglie di re Pirro dell'Epiro, ed un nipotastro paterno postumo di nome Arcagato. Fu quindi omonimo di un fratello, del nipote, e forse anche del nonno paterno.
La madre Teossena era una nobildonna greco-macedone. Era la seconda figlia femmina (la terzogenita) di Berenice I e del suo primo ed oscuro marito, Filippo. Il nonno materno di Arcagato, Filippo, fu un ufficiale militare al servizio del re greco Alessandro Magno, noto per aver comandato una divisione di una falange nelle guerre di Alessandro. La nonna materna, Berenice I, era la pronipote del potente reggente Antipatro, e lontana parente della dinastia argeade. Lo zio materno era Magas di Cirene, e la zia materna Antigone.
Il nonno materno, Filippo, morì attorno al 318 a.C. Dopo la sua morte Berenice I si spostò con i figli in Egitto, dove sposò Tolomeo I, il primo grande faraone e fondatore della dinastia tolemaica. Grazie a questo matrimonio con Tolomeo I, Berenice I divenne la Regina Madre della dinastia tolemaica, per cui la madre di Arcagato divenne figliastra di Tolomeo I e quindi principessa egizia. La nonna materna ebbe tre figli con Tolomeo I: due femmine, Arsinoe II e Filotera, ed il futuro faraone Tolomeo II. Arsinoe II e Filotera erano le sue ziastre materne, mentre Tolomeo II fu il suo ziastro materno.

### Gioventù
Arcagato nacque tra il 301 ed il 298 a.C. Come la sorella, nacque e crebbe in Sicilia. Quando Agatocle stava per morire, mandò moglie e figli in Egitto. Il padre di Arcagato morì nel 289 a.C., trasformando il suo regno in una democrazia sul letto di morte. Arcagato, la sorella e la madre passarono il resto della gioventù in Egitto, forse a corte vivendo con Tolomeo I e Berenice I ad Alessandria d'Egitto.

### Resto della vita
Arcagato lavorò per l'amministrazione tolemaica come ufficiale epistate in Libia. Lavorò durante il regno di Tolomeo I (305-283 a.C.) e Tolomeo II (283-246 a.C.), e forse anche per Magas quando divenne governatore tolemaico, ed in seguito re di Cirene (276-250 a.C.).
Fu epistate in Cirenaica. Governò una città in Cirenaica, ma la città è sconosciuta, così come il periodo in cui ciò avvenne.
Secondo le prove a disposizione, Arcagato era una persona alta, che sembrava essere una persona molto riservata, leale alla propria famiglia ed in particolare allo zio Magas. Sappiamo anche che Arcagato ebbe una moglie, una nobildonna di alto rango chiamata Stratonice. Non esistono registrazioni di eventuali figli.
Arcagato e Stratonice scolpirono su un pezzo di marmo una dedica a Iside e Serapide ad Alessandria, per conto dello zio Tolomeo II e della nonna Berenice I. L'incisione risale circa al 283-278 a.C., ed è ora esposta presso il Museo Greco-Romano di Alessandria.
L'iscrizione, tradotta in greco ed italiano, recita:
τοῦ Πτολεμαίου καὶ Βερενίκης

Σωτήρων Άρχάγαθος Άγαθοκλέους

ὁ ἐπιστάτης τῆς Λιβύης

καὶ ἡ γυνὴ Στρατονίκη

Σαράπιδι Ἴσιδι τὸ τέμενος.»
figlio di Tolomeo e Berenice

i Saggi Arcagato figlio di Agatocle

epistate di Libia

e sua moglie Stratonice

Serapide, Iside del temenos.»
(Iscrizione)